# Flagge Jerseys

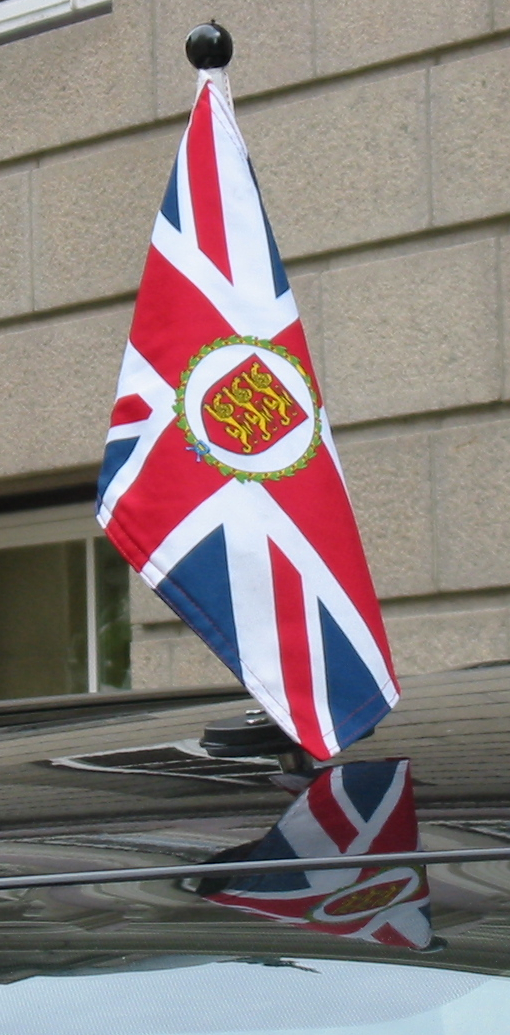
Standarte des Lieutenant Governors

Die Flagge Jerseys wurde von Jersey am 12. Juni 1979 angenommen, von Königin Elisabeth II. am 10. Dezember 1980 bestätigt und am 1. April 1981 erstmals gehisst.
Sie hat einen weißen Hintergrund, auf dem ein rotes Andreaskreuz (das St.-Patricks-Kreuz) und darüber ein gekröntes Wappen Jerseys, welches die drei Leoparden der Normandie auf einem roten Hintergrund zeigt, abgebildet ist. Bevor die heute verwendete Flagge offiziell wurde, war eine Flagge mit St.-Patricks-Kreuz ohne Wappen in Gebrauch.
Als Seedienstflagge dient seit 1907 eine Blue Ensign mit Jerseys Wappen im Flugteil. Als Handelsflagge wurde bis 2010 die britische Red Ensign ohne Wappen verwendet, nun trägt sie ein gekröntes Wappen Jerseys im Flugteil. Die Flagge des Lieutenant governor von Jersey besteht aus einem Union Flag mit umkranztem Wappen im Zentrum.

Blue Ensign, Government Ensign
Red Ensign, Civil Ensign (seit 2010)
Flagge des Lieutenant Governor
Handelsflagge bis 2010
3:5  Die Flagge vor 1981